# 2. Fußball-Bundesliga 2010-2011
La 2. Fußball-Bundesliga 2010-2011 è stata la trentasettesima edizione della 2. Fußball-Bundesliga, la seconda serie del campionato tedesco di calcio. È terminata con la promozione in Bundesliga dell'Hertha Berlino, che ha vinto il torneo, e dell'Augusta.
Capocannoniere del torneo è stato Nils Petersen dell'Energie Cottbus con 25 gol.

## Formula
Le 18 squadre si incontrarono in gironi di andata e ritorno, per un totale di 34 partite.
Le prime venivano direttamente promosse, mentre la terza effettuava uno spareggio contro la terz'ultima di Bundesliga; allo stesso modo le ultime due venivano retrocesse, mentre la terz'ultima doveva affrontare la terza di 3. Liga. Sia i play-off che i play-out si disputavano su incontri di andata e ritorno.

## Classifica Finale
|  |     | Classifica 2010-2011 | Pti | G  | V  | N  | P  | GF | GS | DR  |
|  | --- | -------------------- | --- | -- | -- | -- | -- | -- | -- | --- |
|  | 1.  | Hertha Berlino       | 74  | 34 | 23 | 5  | 6  | 69 | 28 | +41 |
|  | 2.  | Augusta              | 65  | 34 | 19 | 8  | 7  | 58 | 27 | +31 |
|  | 3.  | Bochum               | 65  | 34 | 20 | 5  | 9  | 49 | 35 | +14 |
|  | 4.  | Greuther Fürth       | 61  | 34 | 17 | 10 | 7  | 47 | 27 | +20 |
|  | 5.  | Erzgebirge Aue       | 56  | 34 | 16 | 8  | 10 | 40 | 37 | +3  |
|  | 6.  | Energie Cottbus      | 55  | 34 | 16 | 7  | 11 | 65 | 52 | +13 |
|  | 7.  | Fortuna Düsseldorf   | 53  | 34 | 16 | 5  | 13 | 49 | 39 | +10 |
|  | 8.  | Duisburg             | 52  | 34 | 15 | 7  | 12 | 53 | 38 | +15 |
|  | 9.  | Monaco 1860          | 50  | 34 | 14 | 10 | 10 | 50 | 34 | +14 |
|  | 10. | Alemannia Aquisgrana | 48  | 34 | 13 | 9  | 12 | 58 | 60 | -2  |
|  | 11. | Union Berlino        | 42  | 34 | 11 | 9  | 14 | 39 | 45 | -6  |
|  | 12. | Paderborn            | 39  | 34 | 10 | 9  | 15 | 32 | 47 | -15 |
|  | 13. | FSV Francoforte      | 38  | 34 | 11 | 5  | 18 | 42 | 54 | -2  |
|  | 14. | Ingolstadt 04        | 37  | 34 | 9  | 10 | 15 | 40 | 46 | -6  |
|  | 15. | Karlsruhe            | 33  | 34 | 8  | 9  | 17 | 46 | 72 | -26 |
|  | 16. | Osnabrück            | 31  | 34 | 8  | 7  | 19 | 40 | 62 | -22 |
|  | 17. | RW Oberhausen        | 28  | 34 | 7  | 7  | 20 | 30 | 65 | -35 |
|  | 18. | Arminia Bielefeld    | 17  | 34 | 4  | 8  | 22 | 28 | 65 | -37 |

### Spareggio Bundesliga / 2. Bundesliga
| Arbitro: | Günter Perl (Pullach) |

|                  |           |  |
| de Camargo 90+3’ | Marcatori |  |

| Arbitro: | Peter Gagelmann (Brema) |

|                      |           |          |
| Nordtveit 24’ (o.g.) | Marcatori | 72’ Reus |

 Borussia M'gladbach salvo,  Bochum rimane in 2. Bundesliga

### Spareggio 2. Bundesliga/3. Liga
| Arbitro: | Manuel Gräfe (Berlino) |

|                 |           |                       |
| Robert Koch 76’ | Marcatori | 66’ (o.g.) Jungnickel |

| Arbitro: | Thorsten Kinhöfer (Herne) |

|                  |           |                                       |
| Mauersberger 45’ | Marcatori | 61’ Fiél 94’ Schahin 119’ Robert Koch |

 Dinamo Dresda in 2. Bundesliga,  Osnabrück retrocede in 3. Liga

## Classifica marcatori[4]
|  | Gol | Marcatore      | Squadra              |
|  | --- | -------------- | -------------------- |
|  | 25  | Nils Petersen  | Energie Cottbus      |
|  | 20  | Benjamin Auer  | Alemannia Aquisgrana |
|  | 16  | Benjamin Lauth | Monaco 1860          |
|  | 15  | Sascha Mölders | FSV Francoforte      |
|  | 15  | Adrián Ramos   | Hertha Berlino       |
|  | 14  | Nando Rafael   | Augusta              |

### Record
- Maggior numero di vittorie:  Hertha Berlino (23)
- Minor numero di sconfitte:  Hertha Berlino (6)
- Migliore attacco:  Hertha Berlino (69 gol segnati)
- Miglior difesa:  Greuther Fürth (27 gol subiti)
- Miglior differenza reti:  Hertha Berlino (+41)
- Maggior numero di pareggi:  Monaco 1860  Ingolstadt 04 (10)
- Minor numero di pareggi:  Hertha Berlino  Fortuna Düsseldorf  FSV Francoforte (5)
- Minor numero di vittorie:  Arminia Bielefeld (4)
- Maggior numero di sconfitte:  Arminia Bielefeld (22)
- Peggiore attacco:  Arminia Bielefeld (28 gol segnati)
- Peggior difesa:  Karlsruhe (72 gol subiti)
- Peggior differenza reti:  Arminia Bielefeld (-37)